# Líquido sinovial
El líquido sinovial o sinovia es un fluido viscoso y transparente que se encuentra en las articulaciones. Tiene la consistencia de la clara de huevo. Su composición es la de un ultra filtrado del plasma, con la misma composición iónica. El líquido contiene pocas proteínas y células pero es rico en ácido hialurónico sintetizado por los sinoviocitos de tipo b. El líquido sinovial reduce la fricción entre los cartílagos y otros tejidos en las articulaciones para lubricarlas y amortiguarlas durante el movimiento.

## Introducción
La membrana sinovial es la cubierta interna de las diartrosis o articulaciones sinoviales. Contiene el líquido sinovial, el cual es segregado por la sinovia que rodea la cápsula articular por su superficie interior. Este líquido forma una fina capa sobre el cartílago articular de aproximadamente 50 μm, infiltrándose en él. De esta forma el cartílago articular puede considerarse como una reserva de líquido sinovial. Durante el movimiento, el líquido se extrae mecánicamente del cartílago para mantener una capa de líquido sobre la superficie del cartílago y disminuir la fricción entre las superficies articulares.
El análisis del líquido articular es fundamental siempre que se haga su extracción, no solo por interés científico médico para diagnosticar diferentes patologías sino incluso por aspectos legales. Su estudio analítico, citológico, microbiológico así como la búsqueda de cristales e incluso el análisis bioquímico e inmunológico pueden aportar datos suficientes para sentar un diagnóstico definitivo en la patología articular, traumatológica y fundamentalmente en reumatología.
La extracción de líquido sinovial apenas tiene contraindicaciones, es una técnica sencilla siempre que se conozca bien la articulación que se va a funcionar, evacuar por exceso de líquido sinovial o a estudiar. Las infecciones adyacentes a la articulación, sobre todo la de la piel que hay que atravesar para llegar hasta la articulación obligarían a elegir otra vía de acceso a la misma. Las enfermedades que cursan con alteraciones de la coagulación p.e. hemofilia, así como los tratamientos médicos con anticoagulantes, serían contraindicaciones relativas y obligarían a utilizar en la punción agujas de mucho menor calibre que las utilizadas habitualmente. En cuanto a la necesidad de anestesiar la zona de punción, vendría determinada por la misma articulación, no siendo normalmente necesario en articulaciones de gran calibre como por ejemplo la rodilla u otras articulaciones.
Es importante saber que a veces se llegan a formar anomalías de patologías desconocidas, denominadas quistes. Produce dolor en las articulaciones cuando se acumula en las mismas.
- Datos: Q25581
- Multimedia: Synovial fluid / Q25581